# Собор Сен-Дени (Реюньон)
Кафедральный собор Сен-Дени (фр. Cathédrale de Saint-Denis de La Réunion) — главный храм епархии Сен-Дени-де-ла-Реюньон. Посвящён Дионисию Парижскому.
Строительство собора началось в ноябре 1829 года и было завершено к 1832 году. Здание было построено по проекту архитектора по имени Парадис, заменив церковь XVIII века, оно приняло свой окончательный вид в 1863 году. Статус собора церковь получило в 1850 году. С 1854 года у собора расположен фонтан, подаренный бывшим мэром города Гюставом Мане.
В XX веке Анри Мартен-Гранель работал над витражами собора. Фронтон изображает мученичество Святого Дионисия. 25 мая 1946 года на митинге у собора был застрелен местный политик  Алекси де Вильнёв.
Собор Сен-Дени зарегистрирован как исторический памятник 13 октября 1975 года.

## Галерея
- Интерьер собора
- Ночная подсветка
- Фонтан перед собором